# 阿加莎·哈克尼斯
阿嘉莎·哈克尼斯（英語：Agatha Harkness）是一位在美國漫威漫畫世界中的虛構人物，是一位強大的女巫。阿嘉莎·哈克尼斯由史丹·李和杰克·科比共同創造，並首次出現於《驚奇4超人》第94期 (1970年1月)。

## 人物
阿嘉莎·哈克尼斯被描述為麻薩諸塞州塞勒姆的塞勒姆審巫案中的原始女巫之一（印度教中的丘迪爾）。她以某種方式得以倖存，後來成為漫威連續劇中的重要人物，保護了富蘭克林·理查茲（Franklin Richards）作為他的保姆，並隨後以真正的魔法指導了汪達·馬克希莫夫。阿嘉莎最終被瘋了的汪達殺死。她還擁有一個熟悉的名字叫Ebony的黑貓，這是一種怪異的貓狀生物，可以感覺到神秘生物的存在。
漫威電影宇宙之中，她能透過敵人的攻擊或運用特殊法陣，吸取對方生命力與能力，殺人無數並且熱衷於此，是巫師界的公敵，也是 死亡的摯愛， 死亡為她做出前所未有的特殊待遇。

## 其他媒體

### 電視
- 漫威電影宇宙：由凱瑟琳·哈恩飾演阿嘉莎[1]。
  - 《汪達幻視》（2021年）[2][3]
  - 《阿嘉莎：無所不在》（2024年）
  - 《無限可能：假如…？》第三季（2024年）：動畫劇集，配音演出。